# Aerenicopsis malleri
Aerenicopsis malleri là một loài bọ cánh cứng trong họ Cerambycidae.